# Le Bal des casse-pieds
Cet article possède un paronyme, voir Casse-pieds (homonymie).
Pour plus de détails, voir Fiche technique et Distribution.
Le Bal des casse-pieds est un film français réalisé par Yves Robert, sorti en 1992.

## Synopsis
À compter du jour de la naissance de son fils, le vétérinaire Henry Sauveur passe en revue la longue, longue liste de casse-pieds qui viennent, du berceau au tombeau, vous empoisonner l'existence. Ainsi, la sœur omniprésente, la maîtresse excessivement bavarde, l'ami aux éternels déboires sentimentaux — et qui vous en fait profiter — et celui qui vit en permanence vissé à son téléphone, l'invité pessimiste et l'invitée étalant sa science sur un sujet oiseux...
Puis un jour, via un autre de ces pénibles, il croise la route de Louise, laquelle semble aussi révoltée que lui contre les casse-burettes.
Mais est-il possible de s'aimer en paix sans qu'on vienne vous enquiquiner ?

## Fiche technique
- Titre : Le bal des casse-pieds
- Réalisation : Yves Robert assisté de Jean-Claude Ventura
- Scénario : Jean-Loup Dabadie, Yves Robert
- Dialogues : Jean-Loup Dabadie
- Script : Isabelle Perrin-Thevenet
- Décors : Jacques Dugied
- Photographie : Robert Alazraki
- Montage : Pierre Gillette
- Cadres : Gilbert Duhalde
- Musique : Vladimir Cosma
- Son : Pierre Lenoir et Pascal Mazière - Dolby
- Société de production : Gaumont,  La Guéville et TF1 Films Production
- Producteurs : Alain Poiré et Yves Robert
- Direction de production : Marc Goldstaub et Philippe Desmoulins
- Sociétés de distribution : Gaumont (France), Sadfi Films ( Suisse) et Belga Films ( Belgique)
- Format : 2.35:1 - 35mm - Panavision anamorphique
- Langue : français
- Pays :  France
- Année : 1991
- Genre : comédie
- Durée : 99 minutes
- Visa d'exploitation no 75 928
- Date de sortie en salles : 12 février 1992 (France)
- Date de sortie DVD : 19 novembre 2009
- Date de sortie Blu-ray : 5 novembre 2014
- Date de sortie VOD : 1er février 2011
- Box-office France : 1 333 914 entrées[1]

## Distribution
- Jean Rochefort : Henry Sauveur

Les amis
- Jacques Villeret : Jérôme, le présentateur de la météo
- Victor Lanoux : Frank Salvage

Les amours
- Miou-Miou : Louise Sherry
- Sandrine Caron : Gautier, secrétaire de M. Salvage

Les emmerdes
- Jean Carmet : Monsieur Vandubas
- Odette Laure : Madame Vandubas
- Hélène Vincent : Marie-Paule, la sœur d'Henry
- Michel Caccia : Jean-Maurice, le beau-frère d'Henry
- Gaspard Leclerc : Jean-Jean, le fils d'Henry
- Michel Piccoli : Désiré, l'homosexuel
- Claude Brasseur : Jean-Sébastien, le dragueur
- Guy Bedos : Germain, le pessimiste
- Philippe Uchan : Marius, le maître d'hôtel
- Valérie Lemercier : Delphine Betheil
- Jean Yanne : L'emmerdeur dans lʼavion (siège H33)
- Frédéric van den Driessche : Slobodan, l'homme de Sofia
- Véronique Sanson : Fanny, la pianiste
- Jean-Pierre Bacri : L'automobiliste en colère
- Patrick Timsit : le fervent des apocopes
- Éric Le Roch : le punk
- Didier Gustin : le gominé
- Didier Pain : le client « hétérosexuel » au marché
- Wojciech Pszoniak : M. Groboniek
- Elizbieta Kardoszka : Mme Groboniek
- Patrice-Flora Praxo : Andromaque
- Naël Kervoas : Géraldine
- Anne-Marie Pisani : chauffeur de taxi
- Olivier Hémon  : (non crédité) l'un des jumeaux du don du sang
- Eric Hémon : (non crédité) l'autre jumeau du don du sang
- Catriona MacColl  : (non crédité) la mère de Jean-Jean
- Julie Timmerman  : (non crédité)
- Marie-Christine Robert  : (non crédité)
- Isabelle Alexis  : (non crédité)
- Jean Clément  : (non crédité)
- Valérie Vogt  : (non crédité)
- Morgan Fornes  : (non crédité)
- Luc Distelmans  : (non crédité)
- Sabine Heraud  : (non crédité)
- Yves Robert  : (non crédité) l'automobiliste qui remue la tête

## Autour du film
- Yves Robert retrouve le scénariste Jean-Loup Dabadie, avec lequel il avait déjà travaillé sur Un éléphant ça trompe énormément et Nous irons tous au paradis
- On retrouve dans le film les 4 comédiens ayant partagé l'affiche dans les deux films : Jean Rochefort, Claude Brasseur, Guy Bedos, Victor Lanoux
- Véronique Sanson interprète au piano-bar la musique d'Un éléphant ça trompe énormément.
- Unique apparition à ce jour de Didier Gustin dans un long-métrage au cinéma.
- A noter qu'au générique du début, Patrick Timsit est orthographié Timsitt.
- Le film diffusé dans l'avion pour New-York n'est autre qu'Alexandre le Bienheureux, un autre film d'Yves Robert, sorti en 1967, avec Philippe Noiret. Ce sont les 5 dernières secondes du film avant le générique de fin.